# آسکاریک
آسکاریک (لاتین: Ascaricus؛ ۱ ژانویهٔ ۰۳۰۰ – ۱ ژانویهٔ ۰۳۰۶) پادشاه فهرست پادشاهان فرانک‌ها بود که همراه با رهبر مشترکش، مروگایس، اولین رهبران شناخته شده هستند که به صراحت «فرانک» خوانده می شوند، اگرچه نام فرانک‌ها پیش از این نیز موجود بود.